# Gilmar
Pour les articles homonymes, voir Gilmar (homonymie).

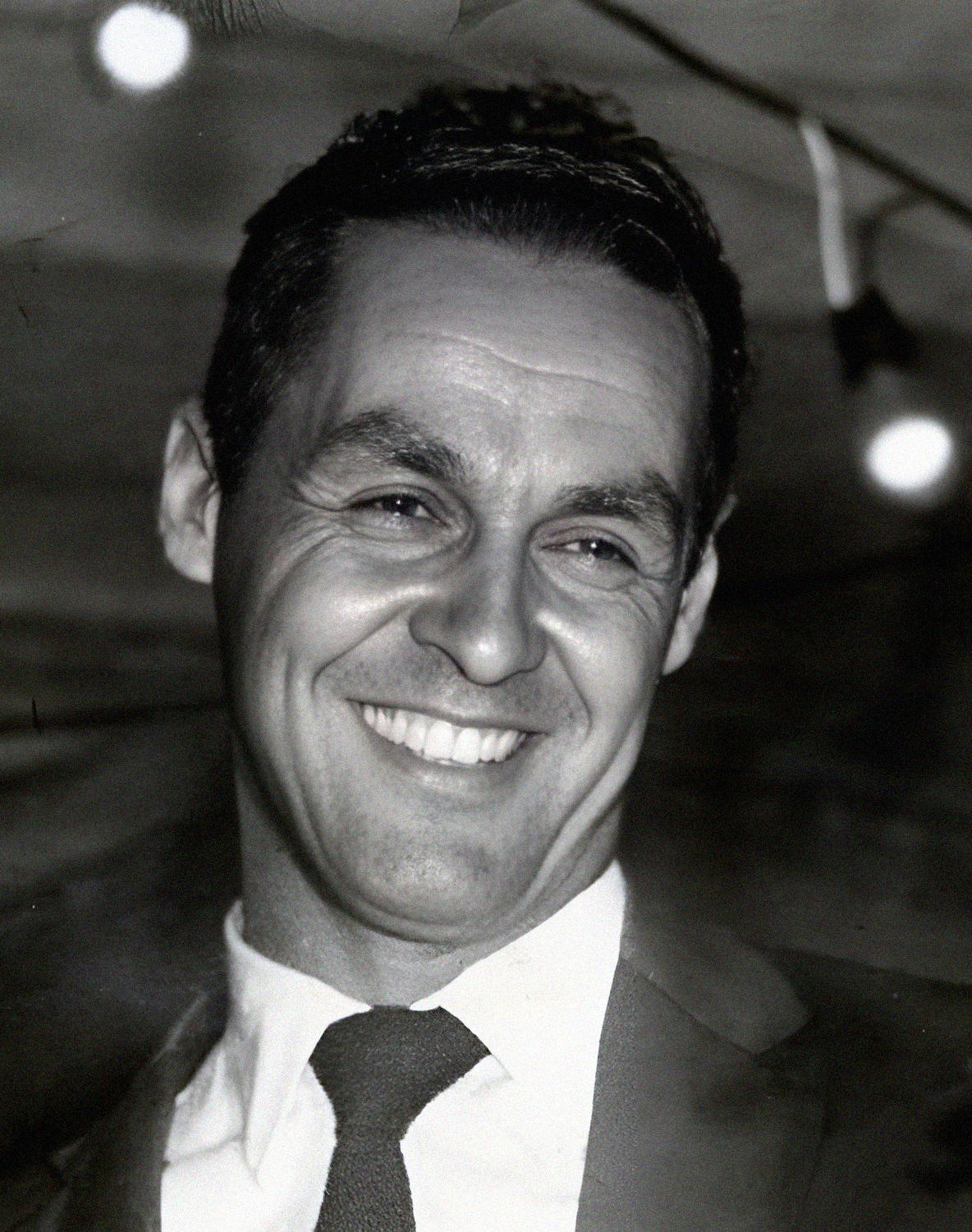
Gilmar 1958.

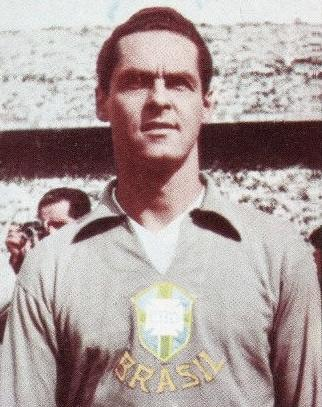
Gilmar vers 1965.

Gylmar dos Santos Neves, dit Gilmar, né le 22 août 1930 à Santos, dans l'État de São Paulo, au Brésil et mort le 25 août 2013 à São Paulo, est un footballeur brésilien.
Au poste de gardien de but, il remporte avec l’équipe nationale du Brésil la Coupe du monde de 1958 puis celle de 1962.

## Biographie
Il est considéré comme le meilleur gardien de but brésilien de tous les temps et aussi comme l’un des tout meilleurs gardiens de but dans le monde. Il est connu pour son style sobre et sa personnalité paisible.

### Carrière en club
Gilmar a joué principalement avec les Corinthians et l’équipe de Santos.
Avec l’équipe Santos, qui comptait aussi le roi Pelé à la tête de son attaque, il remporta de nombreux titres nationaux et internationaux de 1962 à 1969, notamment quatre titres de champion du Brésil, deux coupes Libertadores et deux coupes intercontinentales.

### Carrière internationale
Sélectionné 94 fois en équipe nationale entre 1953 et 1969 (sans compter les matchs non officiels), il gagne la Coupe du monde de 1958 et la Coupe du monde de 1962. Il participe également avec le Brésil à la Coupe du monde de 1966.
En tout, lors de ces 94 sélections, il encaisse cent buts ce qui est peu dans le contexte très offensif de l'époque.

## Palmarès
Brésil
- Vainqueur de la Coupe du monde en 1958 et 1962

SC Corinthians
- Champion de l'État de São Paulo en 1951, 1952 et 1954
- Vainqueur du Tournoi Rio-São Paulo en 1953 et 1954

Santos FC
- Vainqueur de la Copa Libertadores en 1962 et 1963
- Vainqueur de la Coupe intercontinentale en 1962 et 1963
- Champion de l'État de São Paulo en 1962, 1964, 1965, 1967 et 1968
- Vainqueur de la Coupe du Brésil en 1962, 1963, 1964 et 1965
- Vainqueur du Tournoi Rio-São Paulo en 1963, 1964 et 1966

## Notes et références

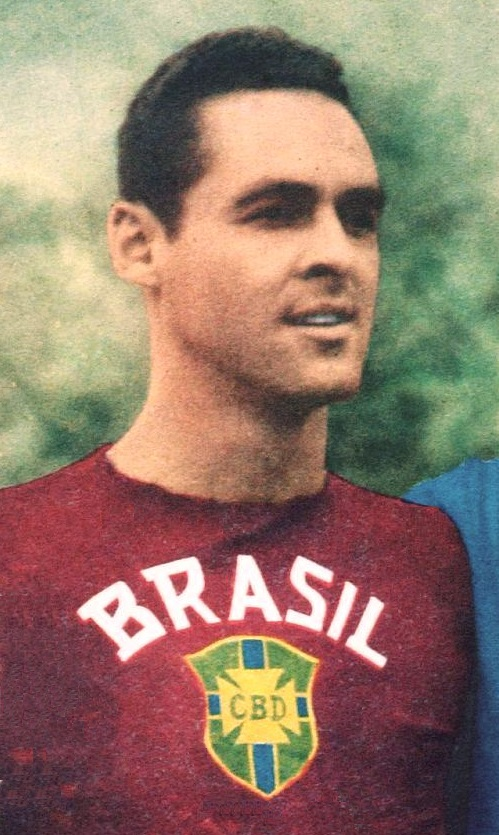
Gilmar en 1959.